# Roseraie de Schiltigheim
La roseraie de Schiltigheim est une roseraie située en France à Schiltigheim (Alsace, Bas-Rhin). Elle s'étend sur 30 ares et présente quatre mille plants de rosiers de près de trois cent quatre-vingt dix variétés,. Elle est gérée par la ville de Schiltigheim et entretenue par l'association « Les Amis des Roses ».

## Histoire
C'est en 1926 qu'un groupe de cheminots se mettent à cultiver des roses et des fleurs vivaces sur un terrain en friche mis à leur disposition. Il est aujourd'hui dessiné en petit jardin classique à la française.
On y trouve aussi bien des rosiers buissons que des rosiers-tiges, des grimpants, des sarmenteux, des rosiers couvre-sol et des rosiers miniatures. La roseraie est agrémentée d'un bassin, d'une fontaine ornée d'un angelot, d'une cascade, de tonnelles et de rocailles. On peut y admirer entre autres les rosiers ʽAspirin Rose’ (Tantau, 1997), ʽConstance Spry’ (Austin, 1961), ʽElle’ (Meilland, 1999), ʽGrand Siècle’ (Delbard, 1976), ʽGuirlande d'Amour’ (Lens, 1993), ʽLaure Davoust’ (Laffay, 1834), ʽMaria Lisa’ (Frère Alphonse Brümmer, 1925), ʽMermaid’ (Paul fils, 1917), ʽSourire d'Orchidée’ (Croix, 1985).
Des cours de taille sont organisés en mars. Une fête des roses y a lieu à la mi-juin. Ce jardin est ouvert gratuitement de début juin à fin septembre.